# 1884 aux États-Unis
Pour des articles plus généraux, voir Chronologie des États-Unis et 1884.
Chronologie des États-Unis
- 1880
- 1881
- 1882
- 1883
- 1884
- 1885
- 1886
- 1887
- 1888

Cette page concerne des événements d'actualité qui se sont produits durant l'année 1884 du calendrier grégorien aux États-Unis.

## Événements

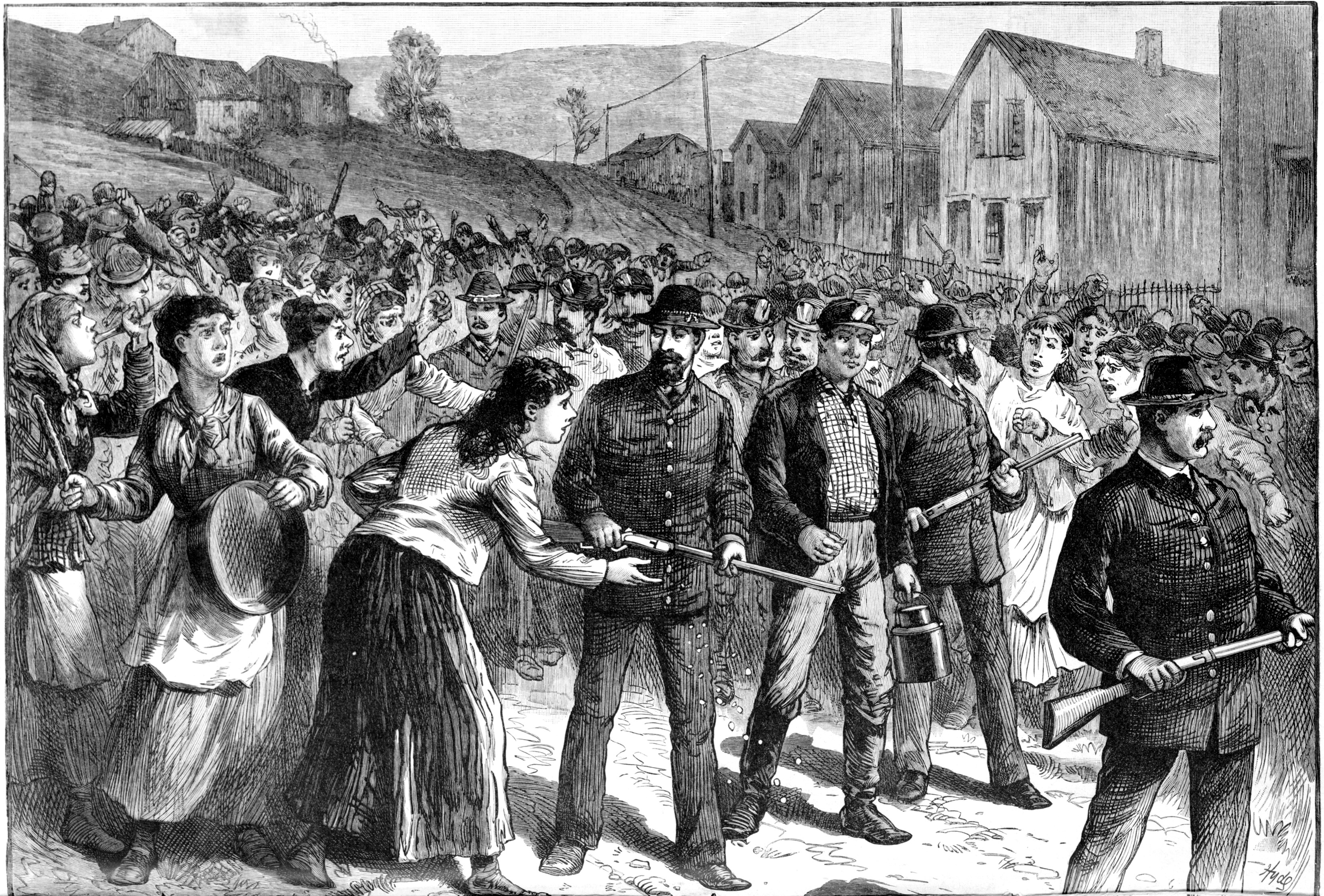
Grève des mineurs de Hocking Valley dans l'Ohio

- 1er mai : début de la construction du premier gratte-ciel de Chicago (Illinois, États-Unis).
- 4 juillet : la statue de la Liberté, de Bartholdi, est remise officiellement aux États-Unis à Paris.
- 4 octobre : à Chicago (Illinois) sortie du premier numéro du journal anarchiste The Alarm, organe de l'International Working People's Association, édité par Albert Parsons.
- Octobre : réunion internationale de Washington qui décide de fixer le premier méridien à la hauteur du célèbre observatoire de Greenwich dans la banlieue de Londres.
- 4 novembre : élection du démocrate Bourbon Grover Cleveland comme président des États-Unis sur le thème du « good government ». Il recueille les voix de ceux qui sont choqués de la corruption, comme les républicains « Mugwumps », déçus de n’avoir pu réformer le GOP, qui refusent d’élire James G. Blaine, compromis dans des interventions en faveur d’une compagnie ferroviaire.
- Grève des ouvrières du textile et de la chapellerie.
- Récession économique (1884-1885).
- Les États-Unis prennent la tête des nations industrielles.
- Extraction de 100 millions de tonnes de charbon par an.